# 本杰明·巴瑟斯特 (外交官)
本杰明·巴瑟斯特（英語：Benjamin Bathurst；1784年3月18日—1809年？），或译班杰明·巴沙斯特，是18世纪时期的一位英国外交官。在拿破仑战争期间，他被任命为英国的全权公使，前往奥地利。
1809年11月25日，巴瑟斯特在普鲁士失踪。他的下落曾引起广泛的猜测和讨论，甚至有传闻说他是因为某种超自然原因而突然消失的。而近年来的研究则认为巴瑟斯特的失踪被过度夸大，他很有可能遭遇了谋杀。

## 生涯
本杰明·巴瑟斯特出生在英国伦敦，是诺里奇主教亨利·巴瑟斯特的第三子。本杰明很早便进入了外交界，后来成为英国驻里窝那的一位公使馆秘书。1805年，他与菲莉达·科尔（Phillida Call）结婚，菲莉达的父亲约翰·科尔爵士是康沃尔地区的一位地主，拥有從男爵的爵位。
1809年，本杰明以全权公使的身份，被外交大臣亨利·巴瑟斯特派往维也纳，试图重建英国与奥地利的同盟关系，并鼓动弗朗茨二世对法国宣战。然而奥地利于1809年7月在瓦格拉姆之战中大败，维也纳被法国占领。本杰明立刻被召回伦敦，并沿着事先安排好的最安全路线一路向北，计划在汉堡乘船回国。

## 失踪
1809年11月25日，巴瑟斯特与他的德国向导赫尔·克劳泽（Herr Krause），分别化名“科赫男爵”（Baron de Koch）和“菲舍尔”（Fischer），乘坐轻便马车来到柏林以西的佩勒贝格。在驿站，巴瑟斯特要求换新马之后，两人走进了一家名叫“白天鹅”（White Swan）的小旅馆。巴瑟斯特要求早点准备晚餐，并专门花了数个小时的时间躲在一个较小的房间里写东西。他们的行程被推迟，直到九点才被告知他们的马车将被套上挽具。巴瑟斯特迅速离开了房间。克劳泽随即跟上来，但很惊讶地发现巴瑟斯特不在马车上，并且无处可寻。
巴瑟斯特失踪的新闻并未给当地造成轰动，当时柏林乡下四处充斥着强盗、法军散兵和德国革命者。行商被谋杀和抢劫并不受关注，特别是此时的普鲁士法律几乎无法产生效力。
数周之后，克劳泽在汉堡乘坐英国船只到达伦敦，带来了巴瑟斯特失踪的消息。12月，本杰明·巴瑟斯特的父亲亨利被外交大臣里查·韦尔斯利叫到了阿普斯利邸宅，通知了本杰明失踪的消息。
本杰明的妻子菲莉达立即与探险家海因里希·伦琴一起前往德国寻找丈夫，他们来到佩勒贝格时，发现普鲁士当局已经指派冯·克利青上尉（Captain von Klitzing）着手调查此事了。克利青接到这个命令后，立即动用军队展开地毯式搜索，得出他自己躲起来的结论。
26日，克利青挖掘了施泰珀尼茨河，内政官员也下令对村庄展开第二次搜索。1809年11月27日，巴瑟斯特一件价值200至300普鲁士泰勒的皮大衣，在施密特（Schmidt）家的厕所里被发现。此后在12月16日，两名捡破烂老妇人，在奎措（位于佩勒贝格以北三英里处）的木头堆中意外发现了巴瑟斯特的裤子。
调查人员迅速发现一位名叫奥古斯特·施密特（Auguste Schmidt）的人在巴瑟斯特失踪的那晚曾在白天鹅旅馆当马夫，而他的母亲也在该旅馆工作，并拿走了巴瑟斯特的皮大衣。受雇于德国人咖啡屋的克斯滕夫人（Frau Kestern），在数年后证实在巴瑟斯特前去与当权派会面后不久，奥古斯特·施密特曾向自己询问来访者去哪里了，并推测施密特赶上了他，并寻找了什么机会谋害了他。
当地政府悬赏500泰勒给提供线索的人，警察也获得了额外的工资以加快搜寻进度。然而不少人为了获得奖金而制造了大量假新闻、提供大量假信息，使得此事件落入云里雾里中。
3月，巴瑟斯特夫人投入大量财力对佩勒贝格一带展开搜索，甚至动用了警犬，但一无所获。后来她前往柏林，又到了巴黎，面见拿破仑一世，希望得到他丈夫下落的一些信息。然而拿破仑的回复却是，他并不关心此事件，并愿意给予帮助。

### 当时报纸的报导
1810年1月起，英国和法国的报纸开始关注这次事件。《泰晤士报》于1月20日率先报导了此事件，随后其他报纸也纷纷报导。英国媒体指控法国政府绑架和杀害了巴瑟斯特，引起了法国政府的不安，并在《世界箴言报》（Le Moniteur Universel）上刊文进行回击。

### 1852年的发现
1852年4月15日，在拆毁位于佩勒贝格至汉堡的路旁、距离白天鹅旅馆三百步远的一座房子的时候，人们在马厩的入口下面发现了一具骷髅。骷髅的背部曾遭受过钝器的重击。房屋的主人是一位名叫基塞韦特（Kiesewetter）的共济会成员，曾于1834年自基督徒梅滕斯（Mertens）手中购得此房屋；而梅滕斯在巴瑟斯特失踪期间曾在白天鹅旅馆中工作过。
巴瑟斯特的妹妹西斯尔思韦特（Thistlethwaite）夫人随后赶到佩勒贝格，但表示无法确认这个骷髅是否是属于她的兄弟的。

### 近年研究
威尔士作家迈克·达什（Mike Dash）经过多年对巴瑟斯特的神秘失踪的研究，认为巴瑟斯特极有可能死于一场谋杀。